# Dzhoan Feybi Bezhura
Dzhoan Feybi Bezhura (en ukrainien : Джоан Фейбі Роніївна Бежура, Djoan Feybi Roniyvna Bejoura), née le 22 octobre 1991, est une escrimeuse ukrainienne pratiquant l'épée.

## Biographie

### Famille
Son père est originaire d'Ouganda et sa mère d'Ukraine.

### Carrière sportive
Elle remporte la médaille d'argent à l'épreuve de Suzhou en novembre 2016 et la médaille de bronze à Legnano le 10 février 2017 pour le compte de la Coupe du monde d'escrime 2016-2017.
Elle remporte l’épreuve d'épée individuelle en escrime aux Jeux européens de 2023 aux Jeux européens de 2023,,.